# La Rencontre imprévue
La Rencontre imprévue je francouzský němý film z roku 1906. Režisérem je Georges Monca (1867–1939). 

## Děj
Otec a syn jsou ve své kanceláři. Oba chtějí odejít na romantickou schůzku, aniž by o tom ten druhý věděl. Když se syn dostane ke své milence, která na něj netrpělivě čekala, služka oznámí příchod dalšího milence. Mladík zpanikaří a schová se do postele. Toho si všimne otec, který na něj zaútočí, aby zjistil, že je to jeho syn.